# Herbert Widmayer
Herbert Widmayer (né le 17 novembre 1913 à Kiel et mort le 31 juillet 1998 à Frechen) est un  joueur et entraîneur allemand de football. En tant qu'entraîneur, il remporte avec le 1. FC Nuremberg en 1961, le championnat allemand et la Coupe d'Allemagne en 1962. Avec la sélection de la Bade, il remporte en 1967 et 1969 la Coupe amateur des Länder. 

## Carrière de joueur
Herbert Widmayer commence sa carrière au Kiel SV Holstein, dans lequel joue son frère Werner (de). 
Puis, de 1933 à 1938, il joue à l'Eintracht Brunswick.

## Carrière d'entraîneur

### Les débuts
Widmayer est formé au premier cours de formateur en 1948 sous les ordres de l'entraîneur national Sepp Herberger. 
Sur la recommandation de Herberger, il reçoit le poste d'entraîneur du VfL Osnabrück, dans l'Oberliga Nord, qui atteint la troisième place en 1949 et 1950. En février 1950, il demande une solution contractuelle rapide pour devenir entraîneur à l'Association de football de Westphalie . Il y reste jusqu'en 1954. De 1954 à 1955, il travailla pour l'Association de football de Hesse. En 1955-1956, il entraîne le SV Sodingen dans l’Oberliga Ouest. La saison suivante, il se rend en Oberliga pour promouvoir le VfL Bochum, avec qui il se classe premier et en 1957-1958, 14e. Après une quatrième place la saison suivante, il fait ses adieux en 1960 avec une onzième place. En 1961, le VfL Bochum redescend. 

### 1. FC Nuremberg
Widmayer est embauché au début de la saison 1960-1961 par le 1.FC Nuremberg, avec sept titres de champion. Le dernier championnat gagné, cependant, remonte à 1948, le premier championnat après la Seconde Guerre mondiale, et est toujours associé aux noms Schaffer, Kennemann, Gebhardt et Pöschl. De cette génération, seul Max Morlock, champion du monde en 1954, joue encore. 
Tout de suite, il remporte le championnat d’Allemagne du Sud (Oberliga Sud). En championnat national, l'équipe rencontre le Werder Brême, le 1. FC Cologne et le Hertha BSC puis dispute la finale le 24 juin 1961 à Hanovre contre le Borussia Dortmund. La finale est remportée 3-0 contre l'entraîneur Max Merkel. Après le championnat, Max Morlock est élu "footballeur de l'année" et l'équipe "équipe de l'année". Les joueurs Stefan Reisch, Heinz Strehl et Ferdinand Wenauer sont sélectionnés dans l'équipe nationale. 
La victoire au championnat qualifie le club à la Coupe d'Europe des champions 1961-1962. Lors des deux premiers tours, le club remporte deux victoires contre le club irlandais Drumcondra FC et le Fenerbahçe Istanbul. En février 1962, l'adversaire en quarts de finale est le champion en titre Benfica Lisbonne. Sur le terrain enneigé à la maison, le club gagne 3-1 grâce aux deux buts de Gustav Flachenecker, âgé de 21 ans, et à celui de Heinz Strehl. Lors du match retour à l'Estádio da Luz le 22 février, le Nuremberg n'a aucune chance. Lisbonne est déjà à la mi-temps à 3-0 et après 90 minutes, le score est de 6-0. La vieille star José Águas et le jeune Eusébio lors de sa première saison européenne marquent deux fois et remportent finalement le titre lors de l'une des finales les plus remarquables de l'histoire européenne contre le Real Madrid. 
Lors de la saison suivante 1961-1962, le club perd la finale du championnat allemand le 12 mai 1962 à Berlin avec un score de 0-4 contre le 1. FC Cologne, mais remporte la coupe d'Allemagne le 29 août à Hanovre contre Fortuna Dusseldorf.
Lors de la saison 1962-1963, le club participe à la Coupe d'Europe des vainqueurs de coupe. En battant l'AS Saint-Étienne et Boldklubben 1909, il se qualifie avec confiance en demi-finale. Contre les champions en titre, l'Atlético Madrid, il gagne le match aller 2 à 1, mais perd le match retour 0-2. L'Atlético perd la finale contre Tottenham Hotspur un score de 1 à 5. 
Le 24 août, la Bundesliga est lancée. Le club obtient pour son premier match un 1-1 face au Hertha BSC. Dans les quatre prochains matchs, il enregistre trois victoires et un autre match nul. Le club est quatrième dans la table. Le 5 octobre  une défaite à domicile 2-4 contre le Karlsruher SC. Le 0-5 de la 7e journée de match face au TSV 1860 Munich et la défaite à domicile avec le même score lors de la neuvième journée contre le 1. FC Kaiserslautern sont marquants. Le club passe à la 13e place avec encore 16 journées de Bundesliga. Après le match, les fans brûlent des drapeaux et exigent sa démission. En sortant de sa cabine, Widmayer se fait cracher dessus et est traité de « bâtard ». 
L'âme populaire est en ébullition, Widmayer et sa femme reçoivent de nombreux appels et des menaces de la part de fans en colère, d'autres montrent leur mécontentement sur la porte de son coupé Opel Rekord. Dans la soirée du mercredi 30 octobre, le président du club déclare à Widmayer que le conseil d'administration estime qu'il peut pas faire face à un « désastre ». Dans les circonstances actuelles, il ne doit plus être entraîneur du 1. FC Nuremberg. L'entraîneur accepte de prendre congé, pour des raisons de santé. Ainsi, c'est le premier renvoi de l'histoire de la Bundesliga pour un entraîneur. 
Les joueurs se sont souvent plaints de la décision. Max Morlock, maintenant âgé de 38 ans, déclare : "Il ne méritait pas cela. Après trois ans de succès, vous ne renvoyez pas un homme comme ça", de même pour Heinz Strehl,"Ce qui est arrivé aujourd'hui est un énorme gâchis. Cette vie est vraiment un putain de jeu!" 
La raison principale de cette déroute est que l’équipe, après le championnat de 1960, n’a pas réussi à attirer de nouveaux joueurs. « Nous aurions pu acheter d'excellents joueurs, mais seulement avec les paiements nécessaires sous la table », déclare Widmayer. 
Le 1er novembre, Jenő Csaknády devient le successeur de Widmayer. Ferdinand "Nandl" Wenauer se plaint, "Le temps des copains joueur-entraîneur est enfin terminé. Le football n'est plus une activité secondaire, mais un travail principal. Les joueurs rémunérés ne sont désormais plus les membres du club, mais des employés liés par l’instruction ». 
Le 1. FC Nuremberg termine la saison à la neuvième place. Jeno Csaknady est libéré en novembre 1966. 

### Autres clubs
Après le licenciement au "club", il travaille de 1964 à 1966 au KSV Hessen Kassel dans la deuxième division, Regionalliga Süd. Durant la saison 1963-1964, Kassel finit avec trois points d’avance sur le Bayern Munich et gagne le championnat. Kassel atteint la cinquième et la sixième place des saisons suivantes. 
En 1966, il rejoint la fédération de football de Bade et travaille à l'école de sport de Schöneck . Avec la sélection amateur de la Bade du Nord, il remporte en 1967 et 1969 la coupe nationale de la DFB. Dans chaque cas, un seul joueur professionnel peut être intégré à l'équipe amateur : en 1967, Horst Kunzmann, vétéran de 20 sélections nationales et vétéran du 1. FC 08 Birkenfeld, et 1969, le jeune talent Edgar Schneider du VfR Pforzheim . 
En février 1968, Widmayer participe à nouveau à deux matches en Bundesliga en tant qu'entraîneur par intérim du Karlsruher SC sur le banc. Il remplace Georg Gawliczek. Les deux matchs sont perdus. Il est remplacé par Bernhard Termath, mais ne peut pas également empêcher le KSC de se retrouver à onze points de la dernière place non-relégable et donc descend pour la première fois. 
De 1970 à 1979, il travaille à la DFB pour la sélection des jeunes et de 1972 à 1980, il est également responsable de la sélection des étudiants. À la Coupe du monde de football en 1974, il fait partie du personnel des entraîneurs de Helmut Schön.

## Vie privée
Herbert Widmayer, fils de Kieler Seeman, qui est abattu à deux reprises pendant la Seconde Guerre mondiale en tant que pilote de chasse et devient prisonnier de guerre. Après son retour à la maison, il découvre que sa femme est en train de mourir et son frère Werner Widmayer, qui joue au Holstein Kiel, est mort pendant la Seconde Guerre mondiale en Russie. Son fils est décédé dans un accident de voiture. 
Entre 1978 et 1994, il est le président du Bund Deutscher Fußball-Lehrer. Pendant six ans, il dirigr l’Union des entraîneurs européens de football, dont il est le cofondateur et dont il est nommé président honoraire après avoir quitté ses fonctions. 

## Équipes entraînées
- 1948-1950 VfL Osnabrück
- 1950-1954 Ligue de football de Westphalie
- 1954-1955 Ligue de football de Hesse
- 1955-1956 SV Sodingen
- 1956-1960 VfL Bochum
- 1960-1963 1. FC Nuremberg
- 1964-1966 KSV Hessen Kassel
- 1966-1970 Ligue de football de Bade
- 1968 Karlsruher SC (entraîneur par intérim du 10 au 18 février)
- 1970-1979 Ligue allemande de football

## Sources
- Jürgen Bitter: Deutschlands Fußball. Das Lexikon. Sportverlag, Berlin 2000,  (ISBN 3-328-00857-8).
- Matthias Kropp: Triumphe im Europapokal. Alle Spiele der bundesdeutschen Klubs seit 1955 (= „AGON Sportverlag statistics.“ Band 20). AGON Sportverlag, Kassel 1996,  (ISBN 3-928562-75-4).
- Matthias Weinrich, Hardy Grüne: Enzyklopädie des deutschen Ligafußballs. Band 6: Deutsche Pokalgeschichte seit 1935. Bilder, Statistiken, Geschichten, Aufstellungen. AGON Sportverlag, Kassel 2000,  (ISBN 3-89784-146-0).
- Werner Skrentny (Hrsg.): Als Morlock noch den Mondschein traf. Die Geschichte der Oberliga Süd 1945–1963. Klartext, Essen 1993,  (ISBN 3-88474-055-5).
- Ulrich Merk, André Schulin: Bundesliga-Chronik 1963/64. Band 1: Triumphzug der Geißböcke. AGON Sportverlag, Kassel 2004,  (ISBN 3-89784-083-9).
- „Die Meistermacher“, Wero-Press, 2004,  (ISBN 3-937588-02-7).
- Klaus Querengässer: Die deutsche Fußballmeisterschaft. Teil 2: 1948–1963 (= AGON Sportverlag statistics. Bd. 29). AGON Sportverlag, Kassel 1997,  (ISBN 3-89609-107-7).
- „Trainer: Zorn am Zabo“, Der Spiegel, 45/1963, 6. März 1963.